# Charles-Marie Widor
Charles-Marie Jean Albert Widor (Lyon, 21 de fevereiro de 1844 — Paris, 12 de março de 1937) foi um organista, compositor e professor do Conservatório de Paris.

## Vida
Widor nasceu em Lyon, em uma família de construtores de órgãos, e inicialmente estudou música lá com seu pai, François-Charles Widor, organista titular de Saint-François-de-Sales de 1838 a 1889. O organista francês Aristide Cavaillé-Coll, restaurador da arte de construir órgãos, era amigo da família Widor; ele conseguiu que o talentoso jovem organista estudasse em Bruxelas em 1863 com Jacques-Nicolas Lemmens para técnica de órgão e com o idoso François-Joseph Fétis, diretor do Conservatório de Bruxelas, para composição. Após este período de estudos, Widor mudou-se para Paris, onde residiu pelo resto da vida. Aos 24 anos foi nomeado assistente de Camille Saint-Saënsna Église de la Madeleine.
Em janeiro de 1870, com o lobby combinado de Cavaillé-Coll, Saint-Saëns e Charles Gounod, Widor, de 25 anos, foi nomeado organista "provisório" de Saint-Sulpice em Paris, a posição mais proeminente para um organista francês. O órgão em St-Sulpice foi a obra-prima de Cavaillé-Coll; as capacidades espetaculares do instrumento foram uma inspiração para Widor. Apesar da natureza ostensivamente "provisória" de seu trabalho, Widor permaneceu como organista em St-Sulpice por quase 64 anos até o final de 1933. Ele foi sucedido em 1934 por seu ex-aluno e assistente, Marcel Dupré.
Em 1890, com a morte de César Franck, Widor o sucedeu como professor de órgão no Conservatório de Paris. A turma que herdou foi inicialmente atordoada por este novo professor, que de repente exigiu uma técnica formidável e um conhecimento do órgão de J. S. Bach funciona como pré-requisitos para uma improvisação eficaz. Posteriormente (1896), desistiu do cargo para se tornar professor de composição na mesma instituição. Widor teve vários alunos em Paris que se tornariam compositores e organistas famosos por seus próprios méritos, mais notavelmente o já mencionado Dupré, Louis Vierne, Charles Tournemire, Darius Milhaud, Alexander Schreiner, Edgard Varèsee o canadense Henri Gagnon. Albert Schweitzer também estudou com Widor, principalmente a partir de 1899; mestre e aluno mais tarde colaboraram em uma edição comentada das obras de órgão de JS Bach publicada em 1912–1914. Widor, cujo próprio mestre Lemmens foi um importante expoente de Bach, encorajou a exploração teológica de Schweitzer da música de Bach.
Entre os principais recitalistas de órgão de sua época, Widor visitou muitas nações diferentes nessa capacidade, incluindo Rússia, Inglaterra, Alemanha, Holanda, Portugal, Itália, Polônia e Suíça. Além disso, ele participou dos concertos inaugurais de muitos dos maiores instrumentos de Cavaillé-Coll, nomeadamente Notre-Dame de Paris, Saint-Germain-des-Près, o Trocadéro e Saint-Ouen de Rouen.
Bem conhecido como um homem de grande cultura e erudição, Widor foi nomeado Chevalier de la Légion d'honneur em 1892 e alcançou o posto de Grand-Officier de la Légion d'honneur em 1933. Ele foi nomeado para o Institut de França em 1910, e foi eleito "Secrétaire perpetuel" (secretário permanente) da Académie des Beaux-Arts em 1914, sucedendo a Henry Roujon.
Em 1921, Widor fundou o Conservatório Americano em Fontainebleau com Francis-Louis Casadesus. Foi diretor até 1934, quando foi sucedido por Maurice Ravel. Seu amigo íntimo, Isidor Philipp, deu aulas de piano lá, e Nadia Boulanger ensinou toda uma geração de novos compositores.
Aos 76 anos, Widor casou -se com Mathilde de Montesquiou-Fézensac em 26 de abril de 1920 em Charchigné. Mathilde, de 36 anos, pertencia a uma das famílias mais antigas e importantes da Europa. Eles não tinham filhos; ela morreu em 1960.
Em 31 de dezembro de 1933, aos 89 anos, Widor aposentou-se de seu cargo em Saint-Sulpice. Três anos depois, ele sofreu um derrame que paralisou o lado direito de seu corpo, embora tenha permanecido mentalmente alerta até o fim. Ele morreu em sua casa em Paris em 12 de março de 1937 com a idade de 93 anos, e seus restos mortais foram enterrados na cripta de Saint-Sulpice quatro dias depois.

## Sinfonias de órgão
Widor escreveu música para uma grande variedade de instrumentos e conjuntos (algumas de suas canções para voz e piano são especialmente notáveis) e compôs quatro óperas e um balé, mas apenas suas obras para órgão são tocadas com alguma regularidade hoje. Estes incluem: dez sinfonias para órgão, três sinfonias para orquestra com órgão, Suite Latine, Trois Nouvelles Pièces e seis arranjos de obras de Bach sob o título Memento de Bach (1925). As sinfonias de órgão são sua contribuição mais significativa para o repertório de órgão.
É incomum que uma obra escrita para um instrumento receba o termo "sinfonia". No entanto, Widor estava na vanguarda de um renascimento da música de órgão francesa, que utilizou um novo design de órgão criado por Aristide Cavaillé-Coll que era " sinfônico " em estilo. O órgão dos períodos Barroco e Clássico foi projetado para projetar um som claro e nítido, capaz de lidar com a escrita contrapontística. Os órgãos de Cavaillé-Coll, por outro lado, tinham um som muito mais quente e uma vasta gama de stops que estendiam o timbredo instrumento. Este novo estilo de órgão, com uma gama verdadeiramente orquestral de vozes e habilidades sem precedentes para crescendos e diminuendos suaves, encorajou os compositores a escrever música que fosse totalmente sinfônica em escopo. Essa tendência não se limitou à França e se refletiu na Alemanha pelos órgãos construídos por Eberhard Friedrich Walcker e pelas obras de Franz Liszt, Julius Reubke e Max Reger.
As sinfonias de Widor podem ser divididas em três grupos. As primeiras quatro sinfonias compreendem op. 13 (1872) e são mais apropriadamente denominadas "suítes". (O próprio Widor os chamava de "coleções".) Eles representam o estilo inicial de Widor. Widor fez revisões posteriores às sinfonias anteriores. Algumas dessas revisões foram bastante extensas.
Com as sinfonias Opus 42, Widor mostra seu domínio e refinamento da técnica contrapontística, enquanto explora ao máximo as capacidades dos órgãos Cavaillé-Coll para os quais essas obras foram escritas. A Quinta Sinfonia tem cinco movimentos, o último dos quais é a famosa Tocata.  A Sexta Sinfonia também é famosa por seu movimento de abertura. A Sétima e a Oitava Sinfonias são as mais longas e menos executadas das Sinfonias de Widor. A Sétima Sinfonia contém seis movimentos, e a primeira versão da Oitava Sinfonia contém sete. (Widor posteriormente removeu o Prélude para a edição de 1901).
A nona e a décima sinfonias, respectivamente denominadas "Gothique" (Op. 70, de 1895) e "Romane" (Op. 73, de 1900), são muito mais introspectivas. Ambos derivam material temático do cantor : Symphonie Gothique usa a introdução do dia de Natal "Puer natus est" no terceiro e quarto movimentos, enquanto a Symphonie Romane tem o Gradual Páscoa " Haec morre " tecido em todos os quatro movimentos. Eles também homenagearam, respectivamente, a Igreja Gótica de St. Ouen, Rouen e a Basílica Românica de St. Sernin, em Toulouse, com os novos órgãos Cavaillé-Coll instalados em cada um. O segundo movimento da Symphonie Gothique, intitulado "Andante sostenuto", é uma das peças mais queridas de Widor. Datado desse mesmo período, e também baseado no tema do canto do planalto, está o movimento "Salve Regina", uma adição tardia à segunda sinfonia muito anterior.
A peça mais conhecida de Widor para o órgão é o movimento final de sua Sinfonia para o órgão nº 5, uma tocata, que costuma ser tocada como recesso em cerimônias de casamento e no encerramento da Missa da meia-noite de Natal na Basílica de São Pedro, Cidade do Vaticano. Embora a Quarta Sinfonia também abra com uma Toccata, ela está em um estilo dramaticamente diferente (e anterior). A Toccata de Symphony No. 5 é o primeiro dos toccatas característicos da música de órgão romântico francês, e serviu como um modelo para trabalhos posteriores por Gigout, Boellmann, Mulet, Vierne e Dupré. Widor ficou satisfeito com o renome mundial que esta única peça lhe proporcionou, mas não gostou da rapidez com que muitos outros organistas a tocaram. O próprio Widor sempre tocou Toccata com bastante deliberação. Muitos organistas tocam em um andamento muito rápido, enquanto Widor preferia uma articulação mais controlada envolvida. Ele gravou a peça, em St. Sulpice em seu octogésimo nono ano; o andamento usado para a Toccata é bastante lento. Isidor Philipp transcreveu a Toccata para dois pianos.
Ao longo de sua longa carreira, Widor voltou várias vezes para editar suas músicas anteriores, mesmo após a publicação. Seu biógrafo, John Near, relata: "No final das contas, foi descoberto que durante um período de cerca de sessenta anos, até oito edições diferentes foram lançadas para algumas das sinfonias".

## Composições
As datas aproximadas de composição / publicação estão entre colchetes, junto com o editor original, se conhecido.

### Trabalhos orquestrados
- Ouverture portugaise (1865, Crescendo Music Publications) - órgão, conjunto de sopros e orquestra
- Sinfonia nº 1, op. 16 (1870, Durand) - orquestra
- Concerto para piano nº 1, op. 39 (1876, Hamelle) - piano e orquestra
- Concerto para violino (1877) - violino e orquestra
- Concerto para violoncelo, op. 41 (1882, Hamelle) - violoncelo e orquestra
- Symphonie pour orgue et orchester, op. 42 (1882, repr. Edições AR) - órgão e orquestra (arr. Por Widor de movimentos do Op. 42)
- Chant séculaire, op. 49 (1881, Hamelle) - solo de soprano, coro e orquestra
- Sinfonia nº 2, op. 54 (1882, Heugel) - orquestra
- La Nuit de Walpurgis, op. 60 (1887, Hamelle) - coro e orquestra
- Fantaisie, op. 62 (1889, Durand) - piano e orquestra
- Suite, do Conte d'avril, Op. 64 (1892, Heugel) - orquestra
- Sinfonia nº 3, op. 69 (1894, Schott) - órgão e orquestra
- Coral et variações, op. 74 (1900, Leduc) - harpa e orquestra
- Concerto para piano nº 2, op. 77 (1906, Heugel) - piano e orquestra
- Sinfonia sacra, op. 81 (1908, Otto Junne) - órgão e orquestra
- Sinfonia antiga, op. 83 (1911, Heugel) - solistas, coro, órgão e orquestra
- Ouverture espagnole (1897, Heugel) - orquestra

### Solo de órgão
- Symphonie pour orgue No. 1, Op. 13 No. 1 (1872, Hamelle)
- Symphonie pour orgue No. 2, Op. 13 No. 2 (1872, Hamelle)
- Symphonie pour orgue No. 3, Op. 13 No. 3 (1872, Hamelle)
- Symphonie pour orgue No. 4, Op. 13 No. 4 (1872, Hamelle)
- Marche américaine (transc. Por Marcel Dupré: No. 11 de 12 Feuillets d'album, Op. 31, Hamelle)
- Symphonie pour orgue No. 5, Op. 42 No. 1 (1879, Hamelle)
- Symphonie pour orgue No. 6, Op. 42 No. 2 (1879, Hamelle)
- Symphonie pour orgue No. 7, Op. 42 No. 3 (1887, Hamelle)
- Symphonie pour orgue No. 8, Op. 42 No. 4 (1887, Hamelle)
- Marche nuptiale, op. 64 (1892) (transc., De Conte d'avril, Schott)
- Symphonie gothique pour orgue [No. 9], Op. 70 (1895, Schott)
- Symphonie romane pour orgue [No. 10], Op. 73 (1900, Hamelle)
- Memento de Bach (1925, Hamelle)
- Suite latina, Op. 86 (1927, Durand)
- Trois Nouvelles pièces, op. 87 (1934, Durand)

### Obras de câmara
- 6 Duos, op. 3 - piano e harmônio (1867, Regnier-Canaux / Renaud / Pérégally & Parvy / Schott); inclui Humoresque; Cantabile; Noturno; Sérénade; etc.
- Quinteto para piano nº 1, op. 7 (1868, Hamelle)
- Sérénade, op. 10 (1870, Hamelle) - flauta, violino, violoncelo, piano e harmônio
- Piano Trio, op. 19 (1875, Hamelle)
- 3 Pièces, op. 21 - violoncelo e piano (1875, Hamelle)
- Suite, Op. 34 - flauta e piano (1877, Hamelle; 1898, Heugel)
- Romance, op. 46 - violino e piano
- Sonate No. 1, Op. 50 - violino e piano (1881, Hamelle)
- Soirs d'Alsace (4 Duos), op. 52 - violino, violoncelo e piano (1881, Hamelle)
- Cavatine, op. 57 - violino e piano (1887, Hamelle)
- Quarteto para Piano, Op. 66 (1891, Durand)
- Quinteto para piano nº 2, op. 68 (1894, Durand)
- Introdução e rondo, Op. 72 - clarinete e piano (1898, Leduc)
- Suite, Op. 76 - violino e piano (1903, Hamelle)
- Sonate, op. 79 - violino e piano (1906, Heugel)
- Sonate, op. 80 - violoncelo e piano (1907, Heugel)
- Salvum fac populum tuum, op. 84 - 3 trombetas, 3 trombones, tambor e órgão (1916, Heugel) (conhecido em inglês como "Lord, Save Thy People")
- 4 peças - violino, violoncelo e piano (1890)
- 3 Pièces - oboé e piano (1891)
- Suíte - violoncelo e piano (1912)
- Suíte florentino - violino e piano (1920)

### Solo de piano
- Variações de concerto sobre um tema original, op. 1 (1867, Heugel)
- Sérénade, op. 3 No. 4 (arr. Leistner) (Hamelle)
- Airs de ballet, op. 4 (1868, Hamelle)
- Scherzo-valse, op. 5 (1868, Hamelle)
- La Barque (Fantaisie italienne), op. 6 (1877, Durand)
- Le Corricolo (Fantaisie italienne), op. 6 (1877, Durand)
- Caprice, op. 9 (1868, Hamelle)
- 3 Valses, op. 11 (1871, Hamelle)
- Impromptu, Op. 12 (1871, Hamelle)
- 6 Morceaux de salon, op. 15 (1872, Hamelle)
- Prélude, andante et final, Op. 17 (1874, Hamelle)
- Scènes de bal, op. 20 (1875, Hamelle)
- 6 Valses caractéristiques, op. 26 (1877, Hamelle)
- Variações sobre um tema original, op. 29 (revisão da op. 1) (1877, Hamelle)
- 12 Feuillets d'album, Op. 31 (1877, Hamelle)
- 5 Valses, op. 33 (Hamelle)
- Dans les bois, op. 44 (1880, Hamelle)
- Pages intimes, Op. 48 (1879, Hamelle)
- Suite polonesa, op. 51 (1881, Hamelle)
- Suite, Op. 58 (1887, Hamelle)
- Carnaval, 12 peças, Op. 61 (1889, Hamelle)
- Nocturne, de Contes d'avril, Op. 64
- 5 Valses, op. 71 (1894, Hamelle)
- Suite écossaise, Op. 78 (1905, Joseph Williams)
- Introdução (Hamelle)
- Intermezzo (Hamelle)

### Músicas e obras corais
- O Salutaris, op. 8 (1868, Hamelle) - contralto ou barítono, violino, violoncelo e órgão
- 6 Mélodies, op. 14 (1872, Hamelle) - voz e piano
- Tantum ergo, op. 18 No. 1 (1874, Hamelle) - barítono, coro e órgão
- Regina Coeli, Op. 18 No. 2 (1874, Hamelle) - barítono, coro e órgão
- 6 Mélodies, op. 22 (1875, Hamelle) - voz e piano
- Quam dilecta tabernacula tua, op. 23 No. 1 (1876, Hamelle) - barítono, coro e órgão
- Tu es Petrus, op. 23 No. 2 (1876, Hamelle) - barítono, coro e órgão
- Surrexit a mortuis (Sacerdos et pontifex), Op. 23 No. 3 (1876, Hamelle) - coro e órgão
- Ave Maria, op. 24 (1877, Hamelle) - mezzo, harpa e órgão
- 3 Coros, op. 25 (1876, Hamelle) - coro SATB
- 3 Mélodies, op. 28 (1876, Hamelle) - voz e piano
- 2 Duos, op. 30 (1876, Hamelle) - soprano, contralto e piano
- 3 Mélodies italiennes, op. 32 (1877, Hamelle) - voz e piano
- 3 Mélodies italiennes, op. 35 (1878, Hamelle) - voz e piano
- Messe, op. 36 (1878, Hamelle) - barítono, coro e órgão
- 6 Mélodies, op. 37 (1877, Hamelle) - voz e piano
- 2 Duos, op. 40 (1876, Hamelle) - soprano, contralto e piano
- 6 Mélodies, op. 43 (1878, Hamelle) - voz e piano
- 6 Mélodies, op. 47 (1879, Hamelle) - voz e piano
- 6 Mélodies, op. 53 (1881, Hamelle) - voz e piano
- Ave Maria, op. 59 (1884, Hamelle) - voz, harpa e órgão
- O salutaris, op. 63 [bis] (1889, Hamelle) - voz, violino, violoncelo e órgão
- Soirs d'été, Op. 63 (1889, Durand) - voz e piano
- Ecce Joanna, Aleluia! (Schola Cantorum) - Coro e órgão SATB
- Salmo 112 (1879, Hamelle) - barítono, coro, órgão e orquestra
- Chansons de mer, op. 75 (1902)
- Da pacem (1930, Durand) - coro SATB e órgão ou piano
- Non credo (1890, Durand) - voz e piano

### Música de palco
- Le Capitaine Loys (c. 1878, não publicado) - ópera cômica
- La Korrigane (1880, Hamelle) - balé
- Maître Ambros, Op. 56 (redução para piano publicada por Heugel, 1886) - ópera
- Conte d'avril, op. 64 (1885; 1891, Heugel) - música incidental
- Les Pêcheurs de Saint-Jean (1895; 1904, Heugel) - ópera
- Nerto (1924, Heugel) - ópera

## Escritos
- Technique de l'orchestre moderne faisant suite au Traité d'instrumentation de H. Berlioz (1904, Paris: Lemoine)
- L'Orgue moderne, la décadence dans la facture contemporaine (1928, Paris: Durand)
- Vieilles Chansons pour les Petits Enfants: avec Accompagnements de Ch. M. Widor, das coleções da Biblioteca do Congresso dos EUA.